# Franco Scaldati
Franco Scaldati, né à Montelepre le 13 avril 1943 et mort à Palerme le 1er juin 2013, est un réalisateur, acteur et dramaturge italien.

## Au théâtre
- Cuniesci Arriniesci (1977)
- Indovina Ventura (1983)
- Assassina (1984)
- Occhi (1987)
- Angeli (1990)
- Totò e Vicè (1993)
- Totò e Vicè e l'angelo delle lanterne (1994)
- Ofelia è una dolce pupa fra i cuscini (1996)
- Ombre folli (2000)
- La notte di Agostino il topo (2001)
- Santa e Rosalia (2002)
- Sonno e sogni (2003)
- Libro notturno (2004)
- La gatta di pezza (Düsseldorf Festival des théâtres d'Europe 2006)
- Rosolino Venticinque figli (2006)
- Piccole lune per due Clown (2012)
- Un angioletto vestito di giallo (2013)

## Filmographie
- 1984 : Kaos des frères Taviani
- 1988 : ZEN de Gian Vittorio Baldi
- 1994 : Il giorno di San Sebastiano de Pasquale Scimeca (it)
- 1995 : Marchand de rêves (L'uomo delle stelle) de Giuseppe Tornatore : brigadier Mastropaolo
- 1997 : I briganti di Zambùt de Pasquale Scimeca
- 2002 : Il Buma de Giovanni Massa : Max
- 2003 : Le Retour de Cagliostro (Il ritorno di Cagliostro) de Ciprì et Maresco : Salvatore La Marca
- 2003 : Gli indesiderabili de Pasquale Scimeca : Charlie Mincucci
- 2005 : La passione di Giosuè l'ebreo de Pasquale Scimeca
- 2007 : Rosso Malpelo de  Pasquale Scimeca : mendiant
- 2008 : Il cavaliere Sole de Pasquale Scimeca (documentaire)
- 2009 : Baarìa de Giuseppe Tornatore : photographe
- 2010 : Io sono Tony Scott (it) de Franco Maresco (documentaire)
- 2011 : Mettersi a Posto. Il Pizzo a Palermo de Marco Battaglia, Gianluca Donati, Laura Schimmenti et Andrea Zulini (documentaire)
- 2011 : Il ventre di Palermo, sulle tracce di Falcone e Borsellino de Felice Cappa

## Publications littéraires
- Il teatro del sarto, 1990, Ubulibri, textes Il Pozzo Dei Pazzi, Assassina, Occhi e La Guardiana Dell'Acqua
- Lucio, 1997, éditions Rubbettino a cura di Valentina V.
- Totò e Vicè, 2003, Rubbettino, a cura di Di Salvo A.; Valentini V.
- Adelina, Adelina e Adelina, cosa fanno? 2003, casa editrice TITA
- Libro Notturno, 2005, ERSU edizioni
- Pupa regina, opere di fango, 2005, Ubulibri
- La gatta di pezza, 2009, Ubulibri
- Teatro dell'Albergheria, textes :  La notte di Agostino il topo et Sonno e sogni, 2009, Ubulibri
- Oratorio per Don Giuseppe, 2012, collana Quaderni del Sarto a cura dell'Associazione Compagnia di Franco Scaldati.